# シモエイス
シモエイス（古希: Σιμόεις, Simoeis, ラテン語: Simois）は、ギリシア神話の神である。オーケアノスとテーテュースの子で、トローアス地方を流れるスカマンドロス川の支流シモエイス川の河神である。娘にアステュオケー、ヒエロムネーメーがおり、アステュオケーはトロイア王エリクトニオスの妻となってトロースを生み、ヒエロムネーメーはアッサラコスの妻となってカピュスを生んだ。トロイア戦争では、ヘーラーが戦車を駆ってスカマンドロス川とシモエイス川の合流地点にやって来て、戦車から神馬たちを放したとき、シモエイスは神馬たちが食べるためにアムブロシアーを生え出させた。またスカマンドロスが大水を起してアキレウスを襲ったとき、スカマンドロスに乞われて助力した。